# チャールズ・ファンブロー
チャールズ・ファンブロー（Charles Fambrough、1950年8月25日 - 2011年1月1日）は、フィラデルフィア出身のアメリカのジャズ・ベーシスト、作曲家、音楽プロデューサーである。
ファンブローは、1980年代初頭にアート・ブレイキーのジャズ・メッセンジャーズのメンバーを務めた。
腎不全、うっ血性心不全、肺高血圧に苦しんでいた彼は、2011年に60歳で亡くなった。

## ディスコグラフィ

### リーダー・アルバム
- 『ドン・キホーテ』 - The Proper Angle (1991年、CTI)
- 『ザ・チャーマー』 - The Charmer (1992年、CTI)
- 『ライヴ・アット・ブラッドレイズ』 - Blues at Bradley's (1993年、CTI)
- Keeper of The Spirit (1994年、AudioQuest Music)[10]
- City Tribes (1995年、Evidence)
- Impressions of Jazz (1996年、Jazz Lions)
- Upright Citizen (1997年、NuGroove)
- Live at Zansibar Blue (2002年、Random Chance)
- StoneJazz (2003年、LightYear)

### 参加アルバム
ケイ赤城
- Mirror Puzzle (1994年)[11]

アート・ブレイキー
- 『ライヴ・アット・モントルー・アンド・ノースシー』 - Live at Montreux and Northsea (1980年、Timeless)
- 『フューチャーリング・ウイントン・マルサリス '81』 - Art Blakey in Sweden (1981年、Amigo)
- 『アルバム・オブ・ジ・イヤー』 - Album of the Year (1981年、Timeless)
- 『ストレート・アヘッド』 - Straight Ahead (1981年、Concord Jazz)
- 『キラー・ジョー』 - Killer Joe (1981年、Union Jazz) ※with ジョージ川口
- 『キーストン3』 - Keystone 3 (1982年、Concord Jazz)
- 『オー・バイ・ザ・ウェイ』 - Oh-By the Way (1982年、Timeless)

クレイグ・ハンディ
- Introducing Three for All + One (1993年、Arabesque)

ウィントン・マルサリス
- 『ファーザーズ・アンド・サンズ』 - Fathers & sons (1982年、Columbia)
- 『ウィントン・マルサリスの肖像』 - Wynton Marsalis (1982年、Columbia)

エリック・ミンテル
- Impressions of Jazz (1996年、Jazz Lions)

マッコイ・タイナー
- 『フォーカル・ポイント』 - Focal Point (1976年、Milestone)
- 『ザ・グリーティングス』 - The Greeting (1978年、Milestone)
- 『ホライゾン』 - Horizon (1979年、Milestone)

ローランド・カーク
- 『ブギ・ウギ・ストリング・アロング・フォー・リアル』 - Boogie-Woogie String Along for Real (1977年)